# Teodoro Falseto Ureta
Teodoro Ureta fue un político peruano. 
Fue elegido diputado suplente por la provincia de Anta en 1892. Su mandato se vio interrumpido por la Guerra civil de 1894  y reelecto en 1901.